# Maragusan, Davao de Oro

Bản đồ của Compostela Valley với vị trí của Maragusan

Maragusan là một đô thị hạng 3 ở tỉnh Compostela Valley, Philippines. Theo điều tra dân số năm 2000, đô thị này có dân số 45.937 người trong 8.762 hộ.

## Các đơn vị hành chính
Maragusan được chia thành 24 barangay.
| - Bagong Silang - Mapawa - Maragusan (Pob.) - New Albay - Tupaz - Bahi - Cambagang - Coronobe - Katipunan - Lahi - Langgawisan - Mabugnao | - Magcagong - Mahayahay - Mauswagon - New Katipunan - New Man-ay - New Panay - Paloc - Pamintaran - Parasanon - Talian - Tandik - Tigbao |